# 45. Sinfonie (Haydn)
Die Sinfonie fis-Moll Hoboken-Verzeichnis I:45 komponierte Joseph Haydn 1772 während seiner Anstellung als Kapellmeister beim Fürsten Nikolaus I. Esterházy. Sie trägt den nicht von Haydn stammenden Titel Abschiedssinfonie.

## Allgemeines

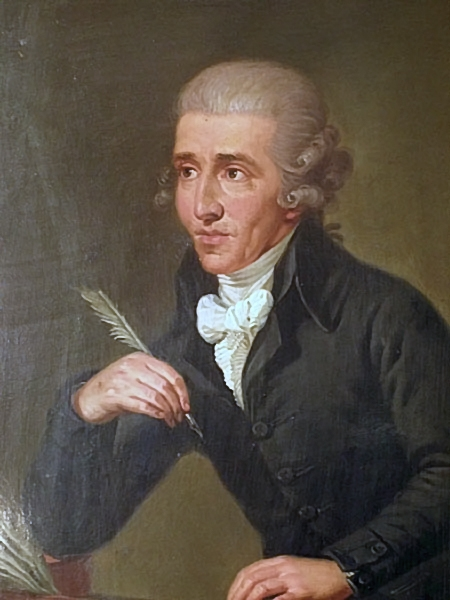
Joseph Haydn (Gemälde von Ludwig Guttenbrunn, um 1770)

Die Sinfonie Nr. 45 komponierte Haydn 1772 während seiner Anstellung als Kapellmeister beim Fürsten Nikolaus I. Esterházy. Das Werk weist einige der für Haydns damalige Schaffensphase typischen Merkmale des Experimentierens auf:
- sie ist die einzige Sinfonie Haydns in der ungewöhnlichen Sinfonie-Tonart fis-Moll;
- differenzierte Dynamik;
- differenzierte Rhythmik durch Synkopen;
- Dissonanzen;
- ungewöhnlich langer und monotoner zweiter Satz;
- ungewöhnlicher Abschluss der Sinfonie mit einem Adagio, in welchem die Instrumente nach und nach aufhören zu spielen.

Neben der Sinfonie Nr. 44 e-Moll wird insbesondere Nr. 46 H-Dur als „Schwesterwerk“ oder Gegenstück zu Nr. 45 angesehen. Der Titel Abschiedssinfonie fehlt im Autograph. Er entstand offenbar in Paris, als im April 1784 das Werk beim letzten Konzert des Concert spirituel als „nouvelle symphonie, analogue à la ciconstance“ aufgeführt wurde. Der Hamburger Verleger Johann Christoph Westphal bot 1786 die „sogenannte Abschieds-Sinfonie“ an, und 1794 der Musikalienhändler Johann Traeg in Wien mehrere neue Musikalien, darunter die „Abschieds-Sinfonie“, auch als „der Abschied“ bezeichnet.
Nachdem das Werk größtenteils in Vergessenheit geraten war, führte Felix Mendelssohn Bartholdy die Sinfonie als letztes Stück bei einem Konzert im Gewandhaus Leipzig am 22. Februar 1838 auf. Die Musiker löschten am Ende ihre Kerzen und verließen die Bühne (zur Überlieferung siehe unten). Kurz darauf schreibt er in einem Brief an seine Schwester von der sehr erfolgreichen Aufführung: „Es ist ein curios melancholisches Stückchen.“
Die Sinfonie wurde früher teilweise in die Sturm-und-Drang-Zeit eingeordnet. Ludwig Finscher lehnt jedoch die Einordnung in diesen Kontext ab:

„Mit der Jugendbewegung des literarischen Sturm und Drang, der nur ein kurzes Leben hatte und in Esterhaza wie in der ganzen habsburgischen Hofkultur schwerlich inhaltlich rezipiert wurde (…), haben Haydns Moll-Symphonien nichts zu tun – sehr wohl aber mit der allgemeinen Tendenz, durch Moll-Tonarten und die Übernahme von Elementen der Opernsprache wie Orchester-Tremolo, Synkopenketten, große Intervalle, schroffe Kontraste, Rezitativ-Formeln die Sprache der Symphonie anzureichern, zu vertiefen, ja überhaupt erst zum Reden zu bringen.“

## Zur Musik
Besetzung: zwei Oboen, zwei Hörner, zwei Violinen, Viola, Cello, Kontrabass. Zur Verstärkung der Bass-Stimme wurde damals auch ohne gesonderte Notierung ein Fagott eingesetzt. Über die Beteiligung eines Cembalo-Continuos in Haydns Sinfonien bestehen unterschiedliche Auffassungen.
Aufführungszeit: ca. 25–35 Minuten (je nach Einhalten der vorgeschriebenen Wiederholungen).
Bei den hier benutzten Begriffen der Sonatensatzform ist zu berücksichtigen, dass dieses Modell erst Anfang des 19. Jahrhunderts entworfen wurde (siehe dort).  – Die hier vorgenommene Beschreibung und Gliederung der Sätze ist als Vorschlag zu verstehen. Je nach Standpunkt sind auch andere Abgrenzungen und Deutungen möglich.

### Erster Satz: Allegro assai
fis-Moll, 3/4-Takt, 209 Takte

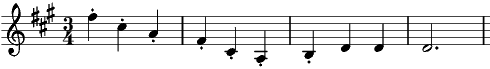
Beginn des Hauptthemas

Der Satz beginnt mit dem kräftigen, düsteren Hauptthema. Hauptbaustein (Motiv 1) des periodisch strukturierten Themas ist die im Staccato fallende Dreiklangsfigur im Umfang der Tredezime, gefolgt von einer Abfederung aufwärts mit dreifacher Tonrepetition. Die 1. Violine ist stimmführend, die 2. Violine begleitet in unruhigen Synkopen, die übrigen Streicher als pochende Achtel-Tonrepetition und die Bläser in ausgehaltenen Akkorden. Die Schlusswendung des Themas (Takt 13 – 16) ist im Tremolo gehalten. Das Thema wird nach einer Generalpause als Variante piano beginnend wiederholt, wechselt aber im zweiten Viertakter abrupt zum forte und geht dann nahtlos in den folgenden Abschnitt mit Motiv 2 über, das durch seinen Oktavsprung aufwärts und die allmähliche Bildung einer fallenden Dreiklangsfigur (ähnlich wie Motiv 1) auffällt. Von Takt 38–43 tritt Motiv 1 als Variante in a-Moll auf, gefolgt vom Auflösungsfeld mit Motiv 2. Die Schlussgruppe enthält zwei neue Motive: Motiv 3 mit aufsteigender Viertelbewegung und Motiv 4 mit dissonanten Vorhalten sowie abwärtsgehender Akkordmelodik (ähnlich wie bei Motiv 1 und 2).
Die Durchführung lässt sich in zwei Teile gliedern: Der erste Teil stellt den verkürzten Ablauf der Exposition mit veränderten Harmonien dar (z. B. am Beginn: Modulation von A-Dur nach Fis-Dur). Nach der Generalpause mit Fermate in Takt 107 beginnt der zweite Teil: Ein neues, gesangliches Thema mit Vorhalten setzt im Streicherpiano in D-Dur an. Das Thema wird zunächst eine Oktave tiefer wiederholt mit einer Fortspinnung, die etwas an Motiv 2 erinnert. Die zweite Wiederholung mit Oboenbeteiligung läuft dann als aufsteigende Frage im Piano aus. Man könnte in dieser Passage das verspätete Nachholen des zweiten Themas sehen, jedoch ist die Harmoniezuordnung (D-Dur in Bezug auf fis-Moll) ungewöhnlich für ein typisches zweites Thema. Die Passage wird in der Literatur dementsprechend unterschiedlich diskutiert und aufgefasst.
Nach erneuter Generalpause beginnt die Reprise in Takt 142 mit dem Hauptthema. Sie ist ähnlich der Exposition strukturiert, allerdings etwas erweitert und noch mehr als die Exposition durch starke Intervallsprünge, Akzente und Dissonanzen gekennzeichnet. Exposition sowie Durchführung und Reprise werden wiederholt.
Walter Lessing weist auf die Sonderstellung des Satzes hin: „In der Freiheit der formalen Gestaltung, in der Kühnheit des emotionellen Gehalts steht dieser Satz einzig da in Haydns Schaffen. Nie wieder hat Haydn ähnlich „extreme“ Musik geschrieben.“ Ludwig Finscher meint, dass das der Satz von „äußerster Dramatik und heftigstem Bewegungsdrang“ gekennzeichnet sei und verweist auf die „überaus klare Konstruktion, meist in Viertaktgruppen, und die Artikulation der Hauptzäsuren, nach dem Hauptsatz und vor der Schlussgruppe, in Generalpausen. (…) Haydn hat selten eine so finstere Reprise geschrieben. Nach dem folgenlosen Intermezzo des neuen Themas wirkt sie umso deprimierender.“
Motiv 1 zitiert Haydn später auch in der Durchführung vom ersten Satz der Sinfonien Nr. 60 und Nr. 85.

### Zweiter Satz: Adagio
A-Dur, 3/8-Takt, 190 Takte
Das Adagio kontrastiert im Charakter stark zum vorangehenden Satz. Seine geradezu monotone bzw. „scheu-verstörte“ Atmosphäre kommt zustande durch:
- wenig Dynamik: mit Ausnahme eines Akzentes (Takt 118) ausschließlich piano bis pianissimo;
- es spielen bis auf wenige Farbtupfer nur die Streicher, die Violinen mit Dämpfern (die Dämpfung der Violinen tritt auch in mehreren anderen langsamen Sinfoniesätzen Haydns dieser Zeit auf);
- wenig melodische Themen / Motive;
- Festfahren auf Sept- und Nonakkorden, z. B. Takt 164–175; Stillstand durch mehrere Fermaten (Takt 57, 109, 163) und über den Takt gehaltene Akkorde (Takt 118/119);
- Verwendung von Chromatik in den Motiven, z. B. ab Takt 34 oder ab Takt 58;
- Wechsel von Dur und Moll für dasselbe Motiv: ab Takt 135;
- die Länge von über 12 Minuten bei Einhalten der vorgeschriebenen Wiederholungen.

Weiterhin ist die häufige Verwendung von Vorschlägen auffällig.
Das erste Thema (Hauptthema oder Motiv 1, Takt 1 – 8) mit periodischem Aufbau ist durch Vorschläge, Synkopen und kleine Läufe in den stimmführenden Violinen gekennzeichnet. Nach der Wiederholung des Themas folgen ab Takt 17 zwei kleine Motive mit Vorschlagsfiguren: das erste aufsteigend, das zweite absteigend (beim zweiten ist nur noch die 1. Violine stimmführend, während die 2. Violine zur Begleitung wechselt). In Takt 29 treten kurz die Oboen dazu, wobei Haydn echoartig zwischen E-Dur und e-Moll wechselt, anschließend führt die 1 Violine in einer chromatisch-suchenden bis ausholenden Bewegung, die in Takt 46 auf E-Dur abschließt. Die folgende Achtelbewegung greift den echoartigen Wechsel von Dur und Moll auf und verliert sich schließlich in einer Fermate (Takt 57). Nach weiterer Chromatik mit Stimmführung in Viola / Bass folgt die Schlussgruppe, die die Vorschlags-Figur vom Satzanfang und das aufsteigende Motiv aus Takt 17 (nun mit Beteiligung der Oboen) als Variante wiederholt.
Die Durchführung (Takt 77–126) verarbeitet zunächst das aufsteigende Motiv, gefolgt von einem weiteren chromatischen Abschnitt, der der Passage ab Takt 58 ähnelt und nach der Fermate auf Gis (Takt 109) die Vorschlagsfigur vom Satzanfang aufgreift. Nach dem ausgehaltenen Septakkord auf E (Takt 118/119) folgt die Rückführung der 1. Violine zur Reprise.
Die Reprise (ab Takt 127) fängt mit dem Hauptthema an, nun mit Farbtupfern des Horns (ähnlich dem Beginn vom Trio) und geht mit Unterlassung der auf- und absteigenden Motive gleich zur Passage mit dem Oboeneinwurf über. Auch hier ist wieder der Wechsel von Dur und Moll ausgeprägt. Auffällig ist die Ausdehnung des nach der Fermate in Takt 163 (entsprechend der Fermate aus Takt 57) beginnenden, schleppenden Abschnitts mit anfangs minimaler Bewegung. Walter Lessing schreibt dazu:

„Welche Differenzierung Haydns Harmonik in diesem Satz erreicht, zeigt besonders eindringlich der gewaltige Spannungsbogen, in dem Haydn kurz vor Schluß von h-moll nach A-dur zurückmoduliert. Es ist, als ob die Musik wie in träumerischer Verlorenheit stehen bleibt, bis endlich mit einer Kadenz die Grundtonart A-dur wieder befestigt wird (…).“

Die Schlussgruppe ist wie in der Exposition gehalten. Exposition sowie Durchführung und Reprise werden wiederholt.

„Als idyllisches Gegenstück zum ersten Satz scheinen die ersten Takte des Adagio in A-Dur angelegt zu sein (…). Doch wird der Satz immer wieder ausgedünnt und gerät über dissonanten Harmonien ins Stocken. War der erste Satz die Manifestation des Unausweichlichen, so ist der zweite Satz eine des Zögernden, Unsicheren, im Grunde nicht zu sich selbst Findenden.“

### Dritter Satz: Menuetto. Allegretto
Fis-Dur, 3/4-Takt, mit Trio 76 Takte
Die Violinen beginnen das Menuett tänzerisch in der ungewöhnlichen Tonart Fis-Dur, für das die Hörner extra umgestimmt werden müssen (im zweiten Satz waren die Hörner in A gestimmt). Mit Einsatz des ganzen Orchesters in Takt 3 gerät der heitere Charakter jedoch ins Wanken, als Viola, Cello und Kontrabass das harmonisch fremde D (anstelle von Dis) spielen. Mit den zahlreichen Synkopen und Vorhalten greift das Menuett auf Elemente des zweiten Satzes zurück. Bemerkenswert ist zudem, dass die Schlusstakte vom ersten und zweiten Abschnitt eine fallende Figur der Violinen im Pianissimo bringen, die auf A, also der Terz der Tonika Fis-Dur, enden. Dadurch wirkt der Schluss verhalten und unsicher.
Das Trio steht ebenfalls in Fis-Dur und beginnt im klangvollen Solo der Hörner. Der zweite Teil enthält eine neue, abwärtsgehende Figur und mehrere durch Forte verstärkte, dissonante Vorhalte, ehe ab Takt 71 im Pianissimo nochmals das Anfangsmotiv gespielt wird. Das Hornmotiv hat Haydn auch im vierten Satz des Divertimentos Hoboken-Verzeichnis II:23 verwendet.

„(Das Trio) wird von den beiden Hörnern mit einem sechstaktigen mottoartigen Ruf eröffnet, der im Manuskript mit der Bemerkung Incipit Lamentatione versehen ist. Es handelt sich also offenbar um ein Zitat aus derselben Sammlung liturgischer Lamentationen zur Karwoche, aus der Haydn schon im zweiten Satz der Sinfonie 26 einen Abschnitt zitiert hatte. Das Zitat erklingt nochmals am Schluß des Trios, hier allerdings vom ganzen Orchester vorgetragen. Was diese ungewöhnliche Rahmung eines Trios durch ein liturgisches Zitat bezwecken soll, bleibt rätselhaft; immerhin aber könnte es als Hinweis auf den tragischen Charakter des Werkes insgesamt verstanden werden. Denn dass sich dahinter eine Bedeutung verbirgt, scheint sicher und wird auch durch den merkwürdigen Umstand wahrscheinlich gemacht, dass dieses Zitat mit einer Stelle im zweiten Satz (T.127 ff.) korrespondiert.“

### Vierter Satz: Finale. Presto – Adagio
Presto: Fis-Moll, 2/2-Takt (alla breve); 150 Takte; Adagio: A-Dur und Fis-Dur, 3/8-Takt, 107 Takte
Das Presto, das ein zeitgenössischer französischer Rezensent im Jahr 1784 „ein lärmendes Stück ohne Charakter“ genannt hat, beginnt mit dem auftaktigen ersten Thema (Hauptthema). Dieses hat periodische Struktur und besteht aus einer Piano-Frage der Streicher, beantwortet vom ganzen Orchester im Forte und Unisono. Das Thema wird als Variante wiederholt. Der Forte-Block ab Takt 17 greift zunächst die Unisono-Figur auf und bringt dann ein neues Achtelmotiv, das im versetzten Einsatz als virtuose Lauffigur abwärts sequenziert wird. Nach fünf Takten mit Staccato-Akkorden folgt weitere virtuose Achtelbewegung. Die Schlussgruppe ab Takt 45 enthält bariolageartige Tonrepetition der 1. Violine auf A, rasante Skalenläufe und beendet die Exposition mit einem Motiv aus wechselnden Akkordschlägen von Dominante und Tonika.
Die Durchführung (Takt 57–97) greift zunächst das Hauptthema in A-Dur auf, verharrt dann auf der Achtel-Floskel vom Ende der Frage des Hauptthemas und verarbeitet ab Takt 80 das Dominante-Tonika-Motiv aus der Schlussgruppe. Dabei wechselt Haydn nach Cis-Dur, H-Dur, A-Dur und D-Dur; der Abschnitt läuft dann allmählich auf Cis-Dur aus.
Die Reprise ab Takt 98 ist ähnlich der Exposition aufgebaut, die Schlussgruppe aber variiert und endet anstelle der schließenden Akkordschläge auf dem Unisono-Cis.
Nach einer Generalpause mit Fermate beginnt das Adagio. Der erste Abschnitt (A-Dur) besteht in der Exposition aus erstem Thema (Takt 151–156), Überleitung (Takt 156–168), zweitem Thema (Takt 168) und Schlussgruppe (Takt 175 ff.). Die Exposition endet in Takt 180/181 im Forte-Unisono des Schlussgruppenmotivs. Die kurze Durchführung bringt Material beider Themen (Takt 182–191). Der Reprise ab Takt 192 fehlt das zweite Thema, dafür ist die Schlussgruppe codaartig verlängert. Der erste Abschnitt läuft wie das Presto in Cis-Dur aus, das als Dominante zum Fis-Dur des zweiten Abschnittes überleitet. Dieser (Takt 218 ff.) bringt nochmals erstes Thema, zweites Thema mit Erweiterung (Takt 227 ff.) und Schlussgruppe (Takt 253 bis Ende).
Bezüglich des Abbrechens der Instrumente mit dem Spielen ergibt sich folgende Reihenfolge (teilweise nach einer Solo-Einlage):
- 1. Oboe und 2. Horn (mit Solo): Takt 181, d. h. nach Ende der Exposition;
- Fagott: Takt 197;
- 2. Oboe und 1. Horn (mit Solo): Takt 204;
- Kontrabass (mit Solo): Takt 217; d. h. mit dem Ende des ersten Abschnitts;
- Cello: Takt 227;
- Violinen 3 und 4: Die Teilung der Violinen in vier Stimmen gilt nur für den Adagio-Teil des vierten Satzes.
- Viola

Die Violinen beenden im Pianissimo und mit Dämpfern den Satz.

## Deutung des Finales
Oft wird zum Schluss-Adagio berichtet, dass die Musiker die Anweisungen hätten, in der o. g. Reihenfolge das Orchester zu verlassen. Diese Hypothese beruht auf folgender Überlieferung:
Es existierte eine Verordnung, die den Musikern der Kapelle auftrug, ohne ihre Frauen und Kinder im Schlosse Esterházy zu erscheinen, sobald dort die Sommersaison begann. Den ganzen Sommer hindurch hatten die Musiker somit keinen Kontakt zu ihren Familien; davon ausgenommen waren nur zwei Sänger, der Geiger Tomasini und Haydn. Als Grund wurde angegeben, dass für so viele Leute kein Platz sei. Als die Musiker sich beschwerten, weil sie zwei Haushalte zu führen und Heimweh hätten, zahlte der Fürst, ohne zu zögern, eine Zulage. Die Hauptsache schien ihm, die Frauen und Kinder seiner Leute nicht sehen zu müssen. Der Musiksommer 1772 zog sich jedoch in die Länge, und die Musiker bestürmten Haydn, sich beim Fürsten für sie einzusetzen. Die Aufführung stellt Heinrich Eduard Jacob später so dar:

„Nach nicht mehr als 100 Takten machten alle Instrumente auf der Dominante von Fis plötzlich halt: völlig unerwartet begannen vier Violinen ein Thema zu spielen, das man bisher nicht gehört hatte, zu schleppen und auseinander zu fallen. Etwas Unerhörtes geschah am Pult des zweiten Hornbläsers: er und der erste Oboist standen mitten im Spielen auf, packten die Instrumente ein und verließen das Podium. Elf Takte weiter ergreift der bisher unbeschäftigte Fagottist sein Instrument, doch nur um kurz, unisono mit der zweiten Geige den Anfang des ersten Motivs zu blasen; dann löscht er das Licht aus und geht gleichfalls ab. Nach sieben Takten folgen ihm der erste Hornist und die zweite Oboe. Jetzt löst sich das Cello, das bisher mit der Bassgeige gemeinsame Wege gegangen ist, von ihr los: bei einer Wendung – unvermutet setzt Cis als Dominante ein – steht die Bassgeige auf und geht davon. Immer schmalbrüstiger wird die Musik, immer dünner. Haydn am Klavier dirigiert weiter, als bemerke er nichts. Ein paar Adagio-Takte in A-Dur. Doch während sie erklingen, verschwinden nach und nach der Cellist, der dritte und vierte Violinist und der Bratschist.
Es ist fast finster im Orchester. Nur an einem Pult brennen noch zwei Kerzen: hier sitzen Luigi Tomasini und ein zweiter Violinist, denen das letzte Wort zufiel. Leise, durch Sordinen gedämpft, erklingt der Wechselgesang ihrer Geigen, in Terzen und Sexten sich verschlingend und dann wie im leisesten Hauch ersterbend. Jetzt sind die letzten Lichter erloschen, die letzten Geiger aufgestanden und wie Schatten an der Wand verschwunden: ein Atem herbstlicher Einsamkeit weht in den Zuhörerraum hinüber. Wie Haydn auf Zehenspitzen abgehen will, tritt der Fürst heran und legt ihm leise die Hand auf die Schulter: „Mein lieber Haydn! Ich habe verstanden. Die Musiker sehnen sich nach Hause … Gut denn! Morgen packen wir ein …“
Im Vorsaal harrte die Kapelle in banger Erwartung ihres Meisters. War ihm der liebende Streich gelungen? Aber da war er schon unter ihnen, mehr als Worte verriet sein Blick ihnen den glücklichen Ausgang der Sache. Mit Umarmungen zogen sie ihn fort.“

Im Rahmen dieser verbreiteten Überlieferung sieht Uwe Schweikert im ersten Satz eine musikalische Auseinandersetzung zwischen dem Fürsten (erstes Thema) und den Musikern mit dem flehentlichen Thema in der Durchführung.
Nach Angaben des Wiener Blättchen vom 19. Juli 1787 soll die Klarinette als letztes das Orchester verlassen haben. Eine Klarinette ist im Orchester jedoch gar nicht vorgesehen.
Johann Matthias Sperger komponierte 1796 als Gegenstück zur Abschiedssinfonie eine Ankunftssinfonie.
James Webster sieht das ganze Werk als Beschreibung des Befindens der eszterhazyschen Orchestermitglieder: Bspw. sei die Niedergeschlagenheit der Musiker, die sich verzweifelt heim wünschen, im Kopfsatz anschaulich dargestellt, die ungewöhnliche Tonart Fis-Dur symbolisiere das fast unerreichbar ferne Zuhause.
Wolfgang Marggraf diskutiert die wahrscheinlich auf Haydns Schüler Ignaz Pleyel zurückgehende Erzählung, nach der Fürst Nikolaus unter gelegentlichen Depressionen litt. Haydn habe zur Aufheiterung eine neue Sinfonie komponiert, an der sich der Fürst jedoch desinteressiert zeigte. Haydn sei daraufhin in tiefe Bestürzung geraten und habe am darauffolgenden Tag um seine Entlassung gebeten. „Dieser Schlusssatz – wohl der ungewöhnlichste der sinfonischen Literatur überhaupt – beschließt eine Sinfonie von beispielloser Eindringlichkeit in der Darstellung tiefer Konflikte; er ist kein musikalischer Ulk, sondern ein von Trauer und Tragik umwitterter Abgesang eines schockierenden dramatischen Geschehens, vielleicht am ehesten zu verstehen als Nachhall einer abgewendeten großen Katastrophe.“
Die Anweisung zum Verlassen der Plätze steht nicht im Autograph, sondern lediglich in den meisten Kopien, von denen wiederum nur eine zeitlich in der Nähe der Entstehung des Werkes steht. Einige Autoren bezweifeln, dass gerade in Esterhaza mit seiner strengen hierarchischen Struktur und Etikette ein solches Schauspiel möglich gewesen sein soll. Vielleicht ist das Finale auch „einfach für ein weiteres der experimentellen Finali der Jahre 1771/72 zu halten, ohne jeden symbolischen oder allegorischen Hintergrund“?
Eine Übersicht zu den weiteren Entstehungstheorien liefert Anthony van Hoboken, keine davon (ebenso wenig wie die oben aufgeführte) sei hinreichend verbürgt:
- ökonomische Gründe sollen den Fürsten veranlasst haben, seine Kapelle aufzulösen.
- Haydn wollte mit dem Spielabbruch einzelne Spieler, die ihm zu aufsässig waren, foppen.
- Haydn habe ein Gegenstück zu dieser Sinfonie geschrieben, wo die beiden Violinen den Anfang machen und die übrigen Musiker nach und nach erscheinen.